# Лійка продажів

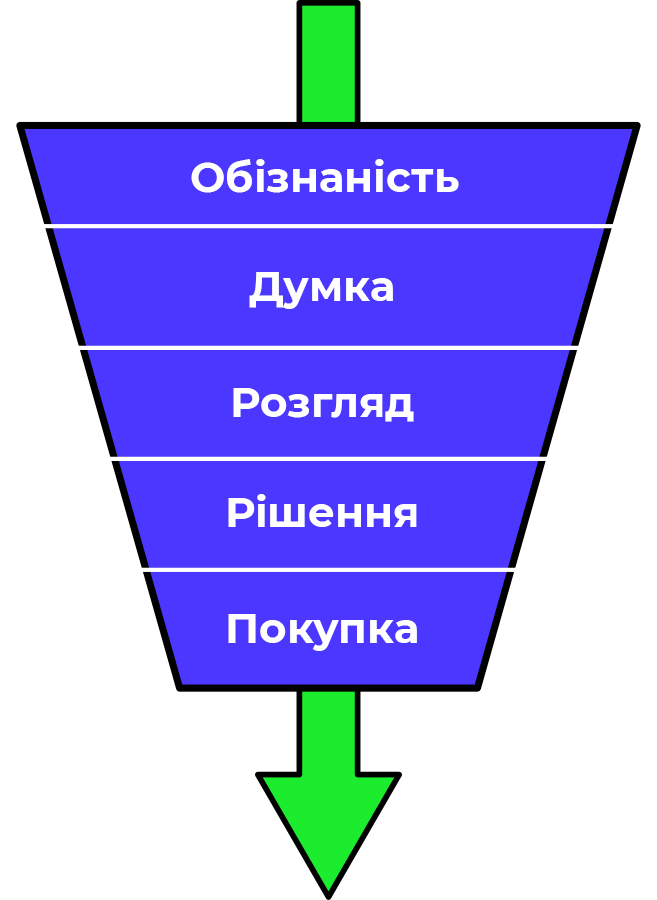
Приклад воронки продажів. Рівні: • Обізнаність (Awareness),
• Думка (Opinion),
• Розгляд (Consideration),
• Рішення (Preference),
• Покупка (Purchase).

Лійка продажів або воронка продажів (англ. Purchase funnel) — клієнтоорієнтована маркетингова модель, що описує теоретичну подорож клієнта від першого знайомства з пропозицією до реальної покупки.
У 1898 році Еліас Льюїс створив модель, відому сьогодні як AIDA. У 1924 році Вільям Таунсенд запропонував термін "лійка продажів" як продовження моделі AIDA і в базовому варіанті використовував ті самі етапи, а саме:
- обізнаність (awareness) — клієнт знає про існування продукта чи послуги;
- інтерес (interest) — активний вияв інтересу до групи товарів чи продуктів;
- бажання (desire) — прагнення, спрямоване на певний бренд чи продукт;
- дія (action) — крок до покупки товару.